# Blæksprutten
Blæksprutten var en dansk humoristisk og satirisk årbog, der blev udgivet i tiden op til jul i årene 1880-2014.

## Historie
Den udkom på Ernst Bojesens Forlag fra 1880/81, til 1889 under navnet Oldfux, og fra 1904 på Gyldendal. I 1888 udgav Ernst Bojensen første gang en tegnet satirisk kalender under titlen Blæksprutten. Hæftet beskrev de mange store og små begivenheder – politiske og personlige – der var sket i året. Hæftet var i mange år en pendant eller konkurrent til Svikmøllen. Bladets storhedstid var fra 1930'erne og op til 1950'erne, hvor det blev det solgt i op mod 200.000 eksemplarer.
Blæksprutten udkom for sidste gang julen 2014, hvor med et særligt jubilæumshæfte. Redaktøren Ole Knudsen om årsagen til lukningen at "Onklerne er døde. Nutidens onkler læser Rokokoposten og ser The Daily Show. De sidder ikke med en kop te og en sydvest på hovedet og læser Blæksprutten." Desuden var oplaget faldet til omkring 20.000, men at redaktionen stadig var stor, og at det derfor ikke var økonomisk rentabelt.
I perioden 14. november 2014 til 8. januar 2015 havde Museet for Dansk Bladtegning på Den Sorte Diamant en udstilling med tegninger fra bladet.
Bladet er blevet kaldt for "original og artistisk høj kvalitet", og det var kendt for at være provokerende. Bladet har været en udbredt mandelgave til jul sammen med det lignende blad Svikmøllen.

## Tegnere og forfattere
Bidrag fra forfatterne Axel Henriques og Anton Melbye og tegnerne Alfred Schmidt, Carsten Ravn og Axel Thiess prægede Blækspruttens første fire årtier. Siden blev indholdet langsomt ændret fra at være farvet af en københavnsk synsvinkel til at have et bredere udsyn. Hæftets fornyere fra ca. 1920 var tegnerne Herluf Jensenius, Storm P. og Hans Bendix samt forfatterne Viggo Barfoed og fra 1931 Povl Arthur Sabroe. Et nyt hold tegnere tog fat i 1944 med Bo Bojesen i spidsen, Erik Werner og fra 1967 Poul Holck. Senere kom forfattere som Jens Louis Petersen og fra 1984 Michael Blædel til.
Blandt de personer, sm har bidraget med indhold er også Storm P., Hans Bendix, Per Barfoed og Povl Sabroe, og i de seneste år af bladets levetid Jan Gintberg, Thomas Wivel, Roald Als, Jens Hage, Lars Andersen og Claus Bigum.

## Årets Blæksprutte
Fra 2003 uddelte Gyldendal prisen Årets Blæksprutte, som blev givet til en person, som kunne se frem til at blive brugt ekstra meget i det kommende års udgave af årbogen.
- 2003 - Anders Fogh Rasmussen
- 2004 - Connie Hedegaard
- 2005 - Helle Thorning-Schmidt
- 2006 - Naser Khader[6]
- 2007 - Flemming Østergaard
- 2008 - Lars Løkke Rasmussen
- 2009 - Lene Espersen
- 2010 - Tøger Seidenfaden[5]
- 2011 - Jesper Theilgaard
- 2012 - Uffe Elbæk
- 2013 - Thomas Blachman[7]
- 2014 - kronprins Frederik[2]

## Redaktører
Denne liste er ufuldstændig; hjælp gerne med at udfylde den.
- Jan Hedegaard: 1997-2007[8][9]
- Ole Knudsen: 2007-2014[10]